# Limatus durhamii
Limatus durhamii är en tvåvingeart som beskrevs av Theobald 1901. Limatus durhamii ingår i släktet Limatus och familjen stickmyggor. Inga underarter finns listade i Catalogue of Life.